# Diritti LGBT in Germania
I diritti delle persone LGBT (lesbiche, gay, bisessuali e transgender) in Germania si sono evoluti in modo significativo nel corso degli ultimi decenni. Durante gli anni venti del XX secolo la sottocultura omosessuale a Berlino era generalmente tollerata dalla società e molti bar e locali rivolti esplicitamente agli uomini gay furono velocemente aperti.
Anche se l'attività sessuale tra persone dello stesso sesso era già stata considerata illegale secondo il paragrafo 175 promulgato dall'impero tedesco nel 1871, la Germania nazista ha esteso queste leggi durante gli anni immediatamente precedenti alla seconda guerra mondiale, il che ha portato alla persecuzione e morte di migliaia di cittadini omosessuali tedeschi nei campi di concentramento.
Queste disposizioni estensive alle leggi anti-gay sono poi state abrogate durante gli anni '50, mentre tutto l'apparato legislativo che criminalizzava i rapporti omosessuali sono stati depenalizzati sia in Germania Est che in Germania Ovest rispettivamente nel 1968 e 1969; l'età del consenso è stata equiparata invece dalla Germania unificata nel 1994.
La Germania è diventata così la prima nazione europea ad emanare disposizioni per consentire ai cittadini tedeschi di scegliere di non identificarsi necessariamente come maschio o femmina sul proprio certificato di nascita, a beneficio in particolare di quelle persone caratterizzate da intersessualità.

## Storia della legislazione in materia di attività sessuale tra persone dello stesso sesso

Il triangolo rosa, simbolo utilizzato per identificare gli omosessuali di sesso maschile nella Germania nazista

L'omosessualità era punibile con la morte nel Sacro Romano Impero dal 1532 fino al suo scioglimento e in Prussia dal 1620 al 1794. L'influenza del codice napoleonico agli inizi del 1800 ha prodotto la decriminalizzazione in gran parte della Germania al di fuori della Prussia. Tuttavia, nel 1871, l'anno in cui è stato formato l'Impero tedesco, l'articolo 175 del nuovo codice penale recriminalizzò gli atti omosessuali. La legge è stata estesa sotto il regime della Germania nazista, con un numero di persone coinvolte stimato a circa 8 000 l'anno. Le sanzioni erano gravi e tra 5.000-15.000 trasgressori sospetti furono internati nei campi di concentramento, dove la maggior parte di essi sono morti.
Le aggiunte naziste sono state abrogate in Germania Est nel 1950, ma le relazioni omosessuali tra uomini rimasero un crimine fino al 1968. La Germania Ovest ha mantenuto la versione più repressiva della legge, legalizzando l'attività omosessuale tra maschii un anno dopo la Germania Est, nel 1969. L'età del consenso è stata equalizzata in Germania Est attraverso una sentenza del 1987 da parte di un tribunale, con la Germania Ovest che ha seguito il suo esempio nel 1989; è ora di 14 anni (16/18 in alcune circostanze) per i rapporti femmina-femmina, maschio-maschio e per l'attività sessuale femminile-maschile.

### Germania Est (1949-1990)
La Germania dell'Est ha ereditato la legge del paragrafo 175. L'attivista comunista gay Rudolf Klimmer modellò il suo operato su quello di Magnus Hirschfeld e del suo Wissenschaftlich-humanitäres Komitee (Comitato scientifico-umanitario), in una campagna per ottenere l'abrogazione della legge, ma senza successo. Tuttavia la legge è stata ripristinata nella versione che si trova nel codice penale del 1925, che era sensibilmente più mite rispetto alla versione adottata nel 1935 sotto il dominio nazista.
Nei cinque anni successivi ai Moti operai del 1953 nella Germania Est il governo della RDT ha istituito un programma di "riforma morale" per costruire una solida base per la nuova repubblica dello Stato socialista, in cui la mascolinità e la famiglia tradizionale sono stati difesi con forza, mentre l'omosessualità rischiava di contravvenire ai "costumi sani delle persone che lavorano"; essa ha continuato ad essere perseguitata ai sensi dell'art 175. L'attività sessuale tra persone dello stesso sesso è stata "vista alternativamente come un residuo della decadenza borghese, un segno di debolezza morale e una minaccia per la salute sociale e politica della nazione".
Nella Germania dell'Est il paragrafo 175 ha cessato di essere applicato nel 1957, ma è rimasto sui codici penali fino al 1968. Secondo la storica Heidi Minning, i tentativi da parte di lesbiche e gay in Germania Est per stabilire una comunità visibile sono stati "ostacolati in ogni situazione e modo da parte del governo della DDR. Nei riguardi del Partito Socialista Unificato di Germania (SED) scrive: "le forze di polizia sono state utilizzate in numerose occasioni per rompere o prevenire eventi pubblici di gay e lesbiche. La censura centralizzata ha impedito la presentazione dell'omosessualità nella stampa e nei media elettronici, così come l'importazione di tali materiali è sempre stata vietata".
La chiesa protestante ha fornito un sostegno maggiore dello Stato, consentendo spazi d'incontro e fogli di stampa.
Verso la fine del 1980 però, poco prima del crollo della cortina di ferro, il governo della Germania Est ha aperto una discoteca gay di proprietà dello Stato a Berlino. In data 11 agosto 1987 la Corte Suprema ha affermato che "l'omosessualità, come l'eterosessualità, rappresenta una variante del comportamento sessuale. Le persone omosessuali, pertanto, non stanno al di fuori della società socialista, e i diritti civili sono garantiti a loro esattamente come a tutti gli altri cittadini".
Nel 1989 il film tedesco intitolato Coming Out per la regia di Heiner Carow è stato mandato in onda nella notte del crollo del muro di Berlino; racconta la storia di un uomo tedesco-orientale che percorre la strada per accettare la propria omosessualità, con gran parte di essa passata nei gay bar locali. Questa era l'unica pellicola tedesco-orientale a favore dei diritti dei gay.
Jürgen Lemke, considerato uno degli attivisti della Germania orientale più importanti per i diritti dei gay, ha pubblicato un libro sull'argomento (Voci gay dalla Germania Est, edizione inglese pubblicata nel 1991), in cui sostiene che la comunità gay è stata di gran lunga più unita nella DDR di quanto non fosse in Occidente.

### Germania Ovest (1949-1990)

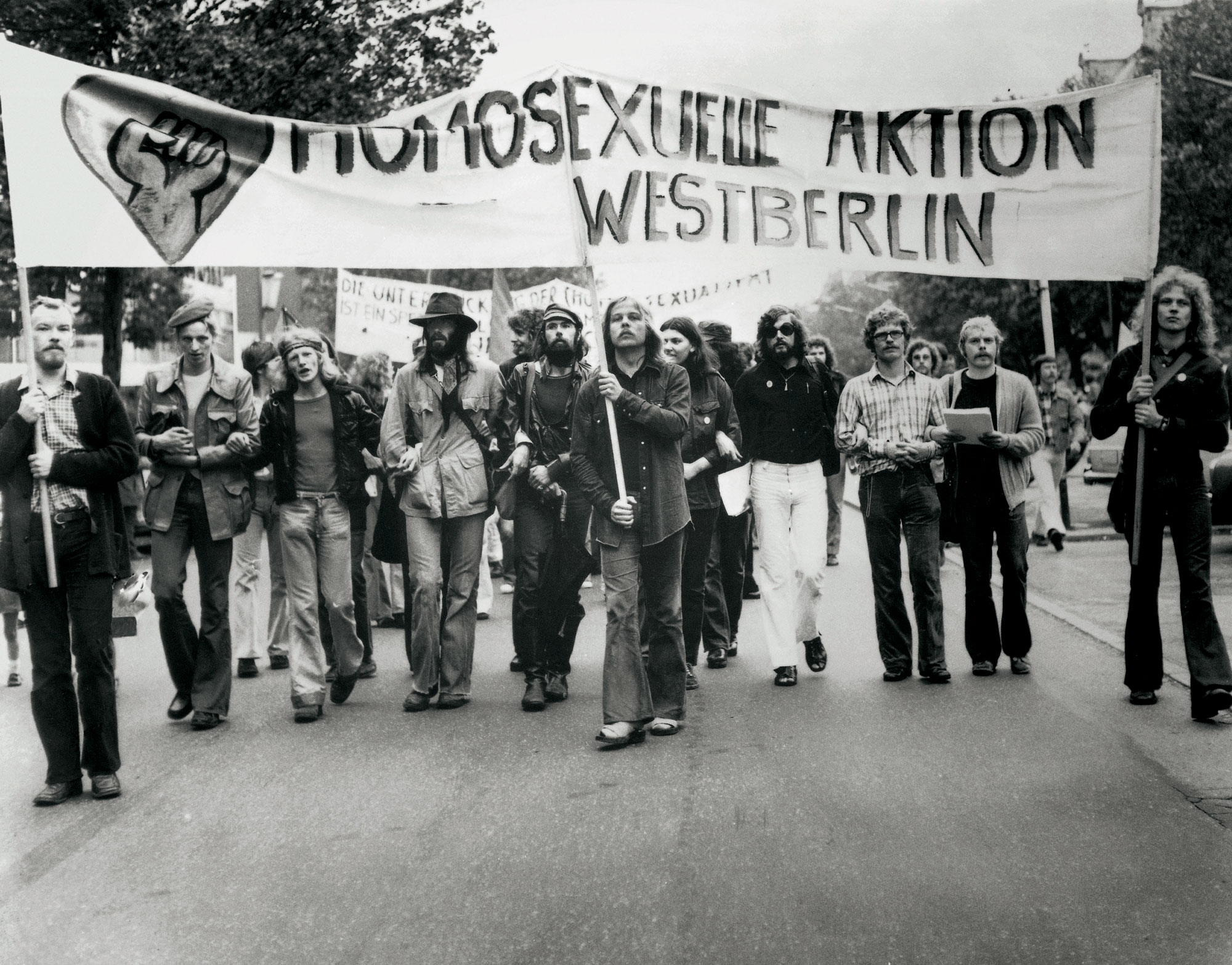
Una manifestazione di "Homosexuelle Aktion" nella Germania Ovest

La Germania Ovest ha ereditato la legge inerente al Paragrafo 175, rimanendo in vigore fino al 1969. Tuttavia, a differenza della Germania Est, l'influenza delle chiese nella Germania occidentale era molto forte. Le parti più fondamentaliste del protestantesimo e la Chiesa cattolica romana sono state fermamente contrari alla legislazione sui diritti LGBT.
Come risultato di queste forti influenze socialmente conservatrici, l'Unione Cristiano-Democratica di Germania, la forza politica dominante nel dopoguerra in Germania Ovest, tendeva a ignorare o ad opporsi alle questioni relative ai diritti dei gay. Mentre il loro partner della coalizione più frequente, il Partito Liberale Democratico tendeva ad avere una forte tendenza alle libertà civili ma aveva, come partito minore, meno probabilità di vincere sugli elementi socialmente più conservatori presenti nell'Unione Cristiano Democratica.
Durante la guerra fredda il supporto per i diritti gay in Germania è stato generalmente limitato al Partito Liberale Democratico, al Partito Socialdemocratico di Germania e, più tardi negli anni '80, il Partito Verde. A livello nazionale i progressi in materia di diritti gay non hanno cominciato ad emergere fino alla fine della guerra fredda e con il successo elettorale del partito socialdemocratico.
Ad esempio, nel 1990, la legge è stata modificata in modo che nella Bundeswehr l'omosessualità o la bisessualità non erano più un motivo valido per essere discriminati in campo militare.
Nel 1986 la popolare soap opera Lindenstraße ha mostrato il primo bacio gay nella TV tedesca. Da allora molti altri show televisivi hanno seguito questo esempio. In particolare la creazione delle televisioni private nel 1984 ha provocato una forte presenza di temi LGBT nei media entro la fine del decennio. La RTL Television in particolare era molto gay friendly e alcune star della TV hanno fatto coming out da allora.

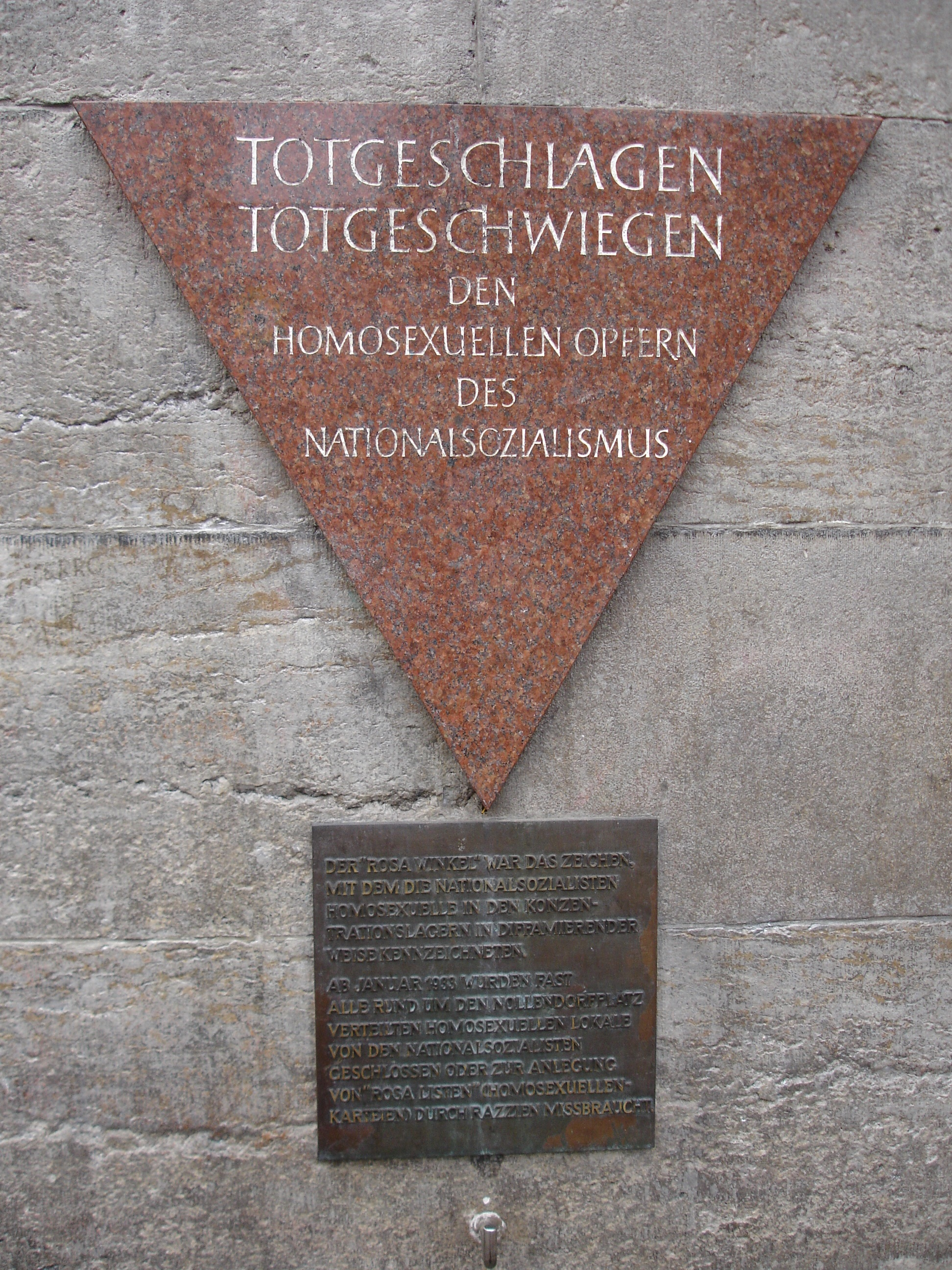
Memoriale a Berlino sulle vittime omosessuale delle violenze naziste

### Annullamento di sentenze
Nel 2002 il governo tedesco ha deciso di ribaltare qualsiasi condanna effettuata durante il periodo della Germania nazista.
Nel mese di maggio 2016 il ministro della Giustizia Heiko Maas ha annunciato che gli uomini gay e bisessuali che sono stati condannati per l'attività sessuale tra persone dello stesso sesso dopo la seconda guerra mondiale avrebbero avuto un rovesciamento delle sentenze. Maas ha dichiarato quanto segue in una dichiarazione: "Non saremo mai in grado di eliminare completamente questi oltraggi da parte dello Stato, ma vogliamo riabilitarne le vittime. Gli uomini omosessuali che sono stati condannati non dovrebbero più vivere con la macchia di queste sentenze".
Nel mese di ottobre 2016 il governo ha annunciato l'introduzione di un progetto di legge con l'intento di concedere il perdono a circa 50 000 uomini per le azioni penali sopportate a causa del loro orientamento sessuale.
Il 22 marzo 2017 il Gabinetto ha ufficialmente approvato il disegno di legge. La proposta, che prevede anche un risarcimento di 3.000 euro per ogni condanna, più 1.500 per ogni anno di carcere che gli uomini condannati hanno subito, deve ora ottenere l'approvazione del Parlamento.

## Riconoscimento delle relazioni omosessuali

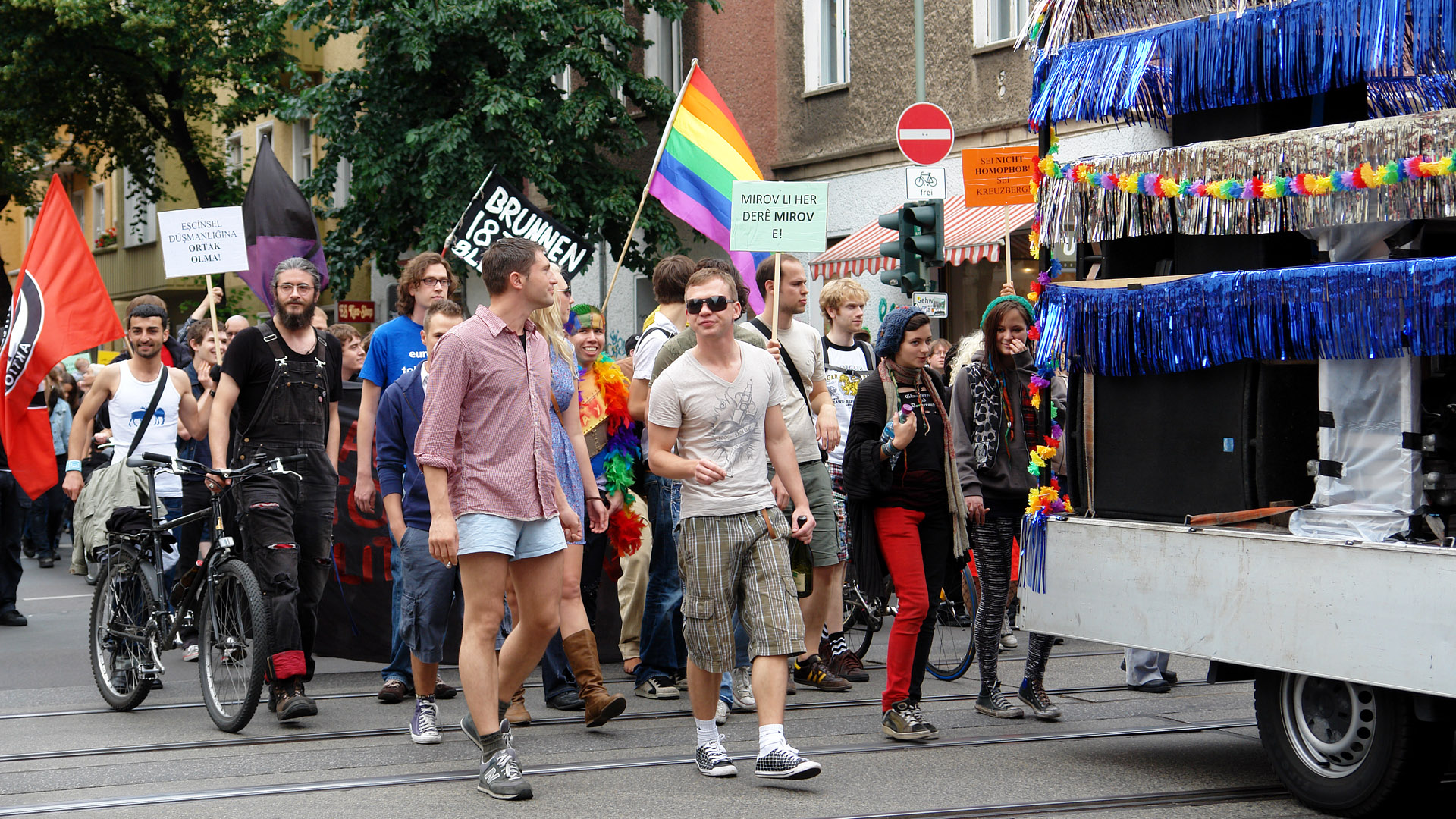
A Berlino nel 2009

Il riconoscimento giuridico delle coppie omosessuali come unioni di vita registrate (in forma di unione civile) è stato istituito a partire dal 2001, dando gli stessi diritti e gli obblighi alle coppie omosessuali in settori quali l'eredità, gli alimenti, l'assicurazione sanitaria, l'immigrazione, l'ospedale e le visite in carcere e il cambio di nome. Nel 2004 questo atto è stato modificato con effetto dal 1º gennaio 2005 per dare anche alle coppie registrate dello stesso sesso i diritti di adozione (solo l'adozione del figlio del partner), così come la riforma delle procedure di dissoluzione per quanto riguarda la divisione dei beni e gli alimenti. Nel 2013 la più alta corte tedesca ha stabilito che se un partner in una relazione domosessuale ha adottato un bambino, l'altro partner ha il diritto di diventare la madre adottiva o il padre di quel bambino.

Nel 2004 i socialdemocratici (SPD) e l'Alleanza 90/I Verdi hanno proposto di concedere il matrimonio omosessuale. Dal giugno 2013 le unioni registrate godono degli stessi vantaggi fiscali dei matrimoni. La Corte Costituzionale si è più volte pronunciata a favore delle coppie dello stesso sesso su casi in relazione alle leggi fiscali specifiche. Queste sentenze hanno portato sin dall'inizio a molte piccole modifiche incrementali della legge registrata.

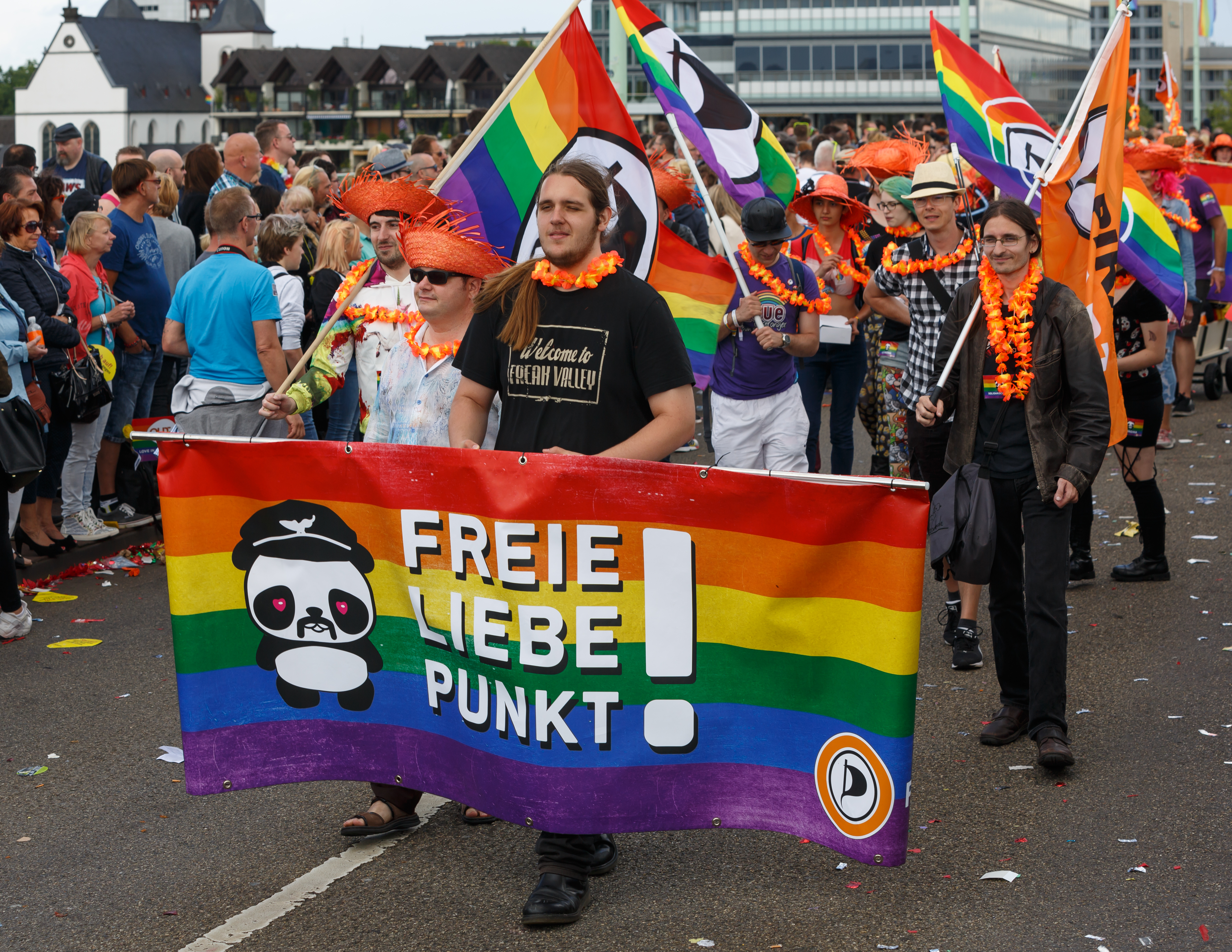
Gay Pride a Colonia nel 2016

Non v'è alcun diritto legale nelle procedure di riproduzione assistita per le coppie lesbiche, come la fecondazione artificiale e la fecondazione in vitro, ma non sono esplicitamente vietate. L'Associazione Medica tedesca è contro la legalizzazione esplicita e dirige i suoi membri a non eseguire tali procedure. Poiché questa direttiva non è giuridicamente vincolante le banche dello sperma e i medici possono lavorare con le clienti lesbiche, se lo desiderano. Questo rende più difficile per le coppie lesbiche tedesche di avere bambini rispetto ad altri paesi, ma sta diventando sempre più popolare.
La Corte di giustizia europea ha stabilito che il rifiuto di pensione vedovile al partner dello stesso sesso di una persona deceduta è una discriminazione diretta, se la partnership è stata paragonabile al matrimonio.

### Matrimonio egualitario e adozioni
Il 30 giugno 2017 viene votato al Bundestag l'emendamento per introdurre il matrimonio egualitario in Germania in quanto la legge garantisce "pari dignità tra le nozze tra persone eterosessuali e omosessuali". Per l'occasione la leader della CDU e cancelliere della Germania Angela Merkel ha dato libertà di coscienza al proprio partito sul voto. La votazione si è conclusa con 393 voti favorevoli, 226 contrari e 4 astenuti (con il voto contrario della cancelliera).
Il 21 luglio 2017 il presidente della Repubblica tedesca Frank-Walter Steinmeier firma la legge.
Dal 1º ottobre 2017 la legge è entrata in vigore permettendo il matrimonio tra coppie formate da persone dello stesso sesso.

## Servizio militare

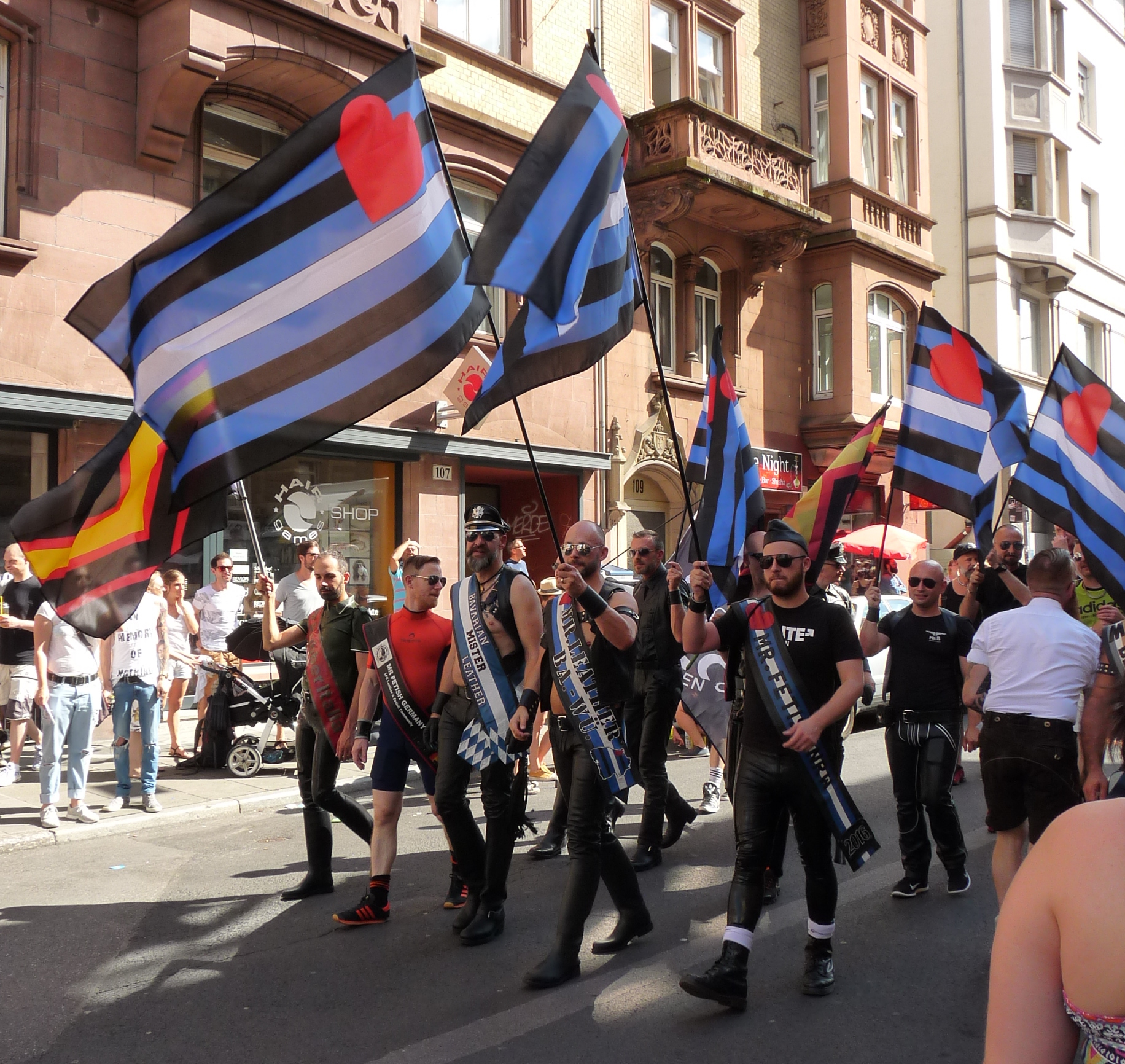
Parata della subcultura leather a Stoccarda nel 2016

Alle persone LGBT non è più vietato prestare servizio nelle forze armate.
La Bundeswehr ha mantenuto una politica di "soffitto di cristallo" che di fatto ha vietato agli omosessuali di diventare ufficiali fino al 2000. Il Primo Tenente Winfried Stecher, un ufficiale dell'esercito retrocesso per la sua omosessualità, aveva intentato una causa contro l'ex ministro della difesa Rudolf Scharping. Scharping ha promesso di combattere il reclamo in tribunale, sostenendo che l'omosessualità "solleva seri dubbi circa l'idoneità ed esclude l'occupazione in tutte le funzioni relative alla leadership."
Tuttavia, prima che il caso sia andato a giudizio, il Ministero della Difesa ha invertito la sua linea politica. Mentre il governo tedesco ha rifiutato di rilasciare una spiegazione ufficiale per il cambiamento di vedute, è opinione diffusa che Scharping sia stato silurato dall'ex cancelliere Gerhard Schröder e dall'ex vice-cancelliere Joschka Fischer.
Al giorno d'oggi, secondo gli ordini militari generali dati nel 2000, la tolleranza nei confronti di tutti gli orientamenti sessuali è considerata parte del dovere del personale militare. I rapporti sessuali e gli atti tra soldati fuori dai tempi di servizio, indipendentemente dall'orientamento sessuale, sono definiti come "irrilevanti", indipendentemente dal grado e funzione dei soldati coinvolti, mentre la molestia o l'abuso di funzioni è considerato una trasgressione, nonché il compimento di atti sessuali durante il servizio attivo. Le persone transgender possono anch'esse servire apertamente nelle forze armate tedesche.

## Protezioni contro le discriminazioni

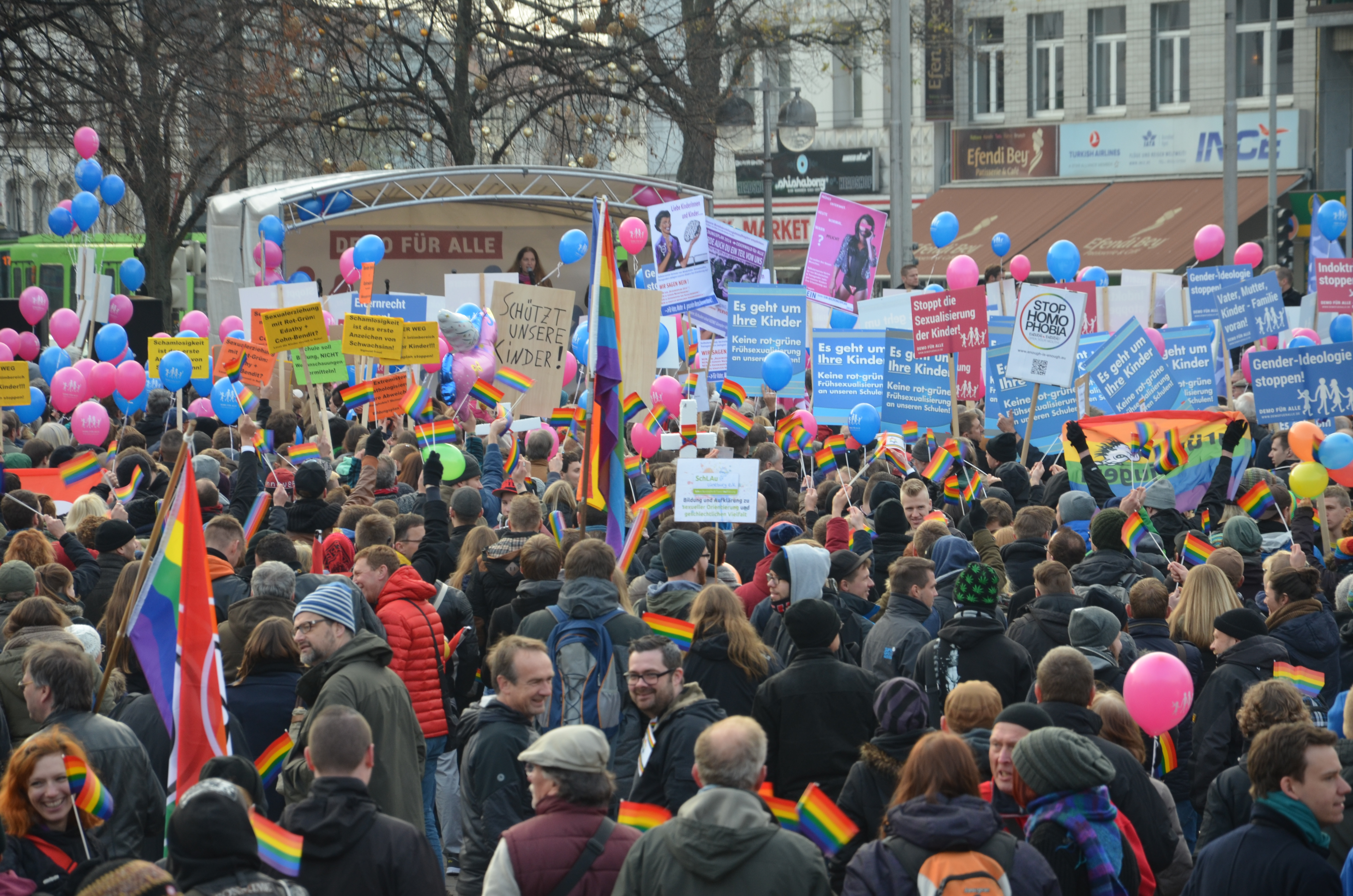
A Hannover nel 2014

Nel settore dell'occupazione e dei beni e servizi la discriminazione sulla base dell'orientamento sessuale o dell'identità di genere è illegale in tutta la Germania.
Alcuni stati hanno leggi specifiche anti-discriminazione (che includono l'orientamento sessuale e identità di genere), comprese le costituzioni di Berlino (dal 1995), Brandeburgo (dal 1992), Brema (dal 2001), Saarland (dal 2011), Turingia (dal 1993) e Sassonia-Anhalt nel settore pubblico dal 1997.

Le protezioni contro la discriminazione basata sull'orientamento sessuale e l'identità di genere variano da regione a regione all'interno del paese, ma la discriminazione in materia di occupazione e di fornitura di beni e servizi è in linea di principio vietata a livello nazionale. I transessuali sono stati autorizzati a cambiare genere legalmente fin dal 1980 anche se, più di recente, nel 2011, una legge controversa rendeva necessario per i trans di sottoporsi ad alterazione chirurgica dei propri genitali per poter disporre di documenti d'identificazione col genere sessuale cambiato: questa è stata dichiarata poi incostituzionale.

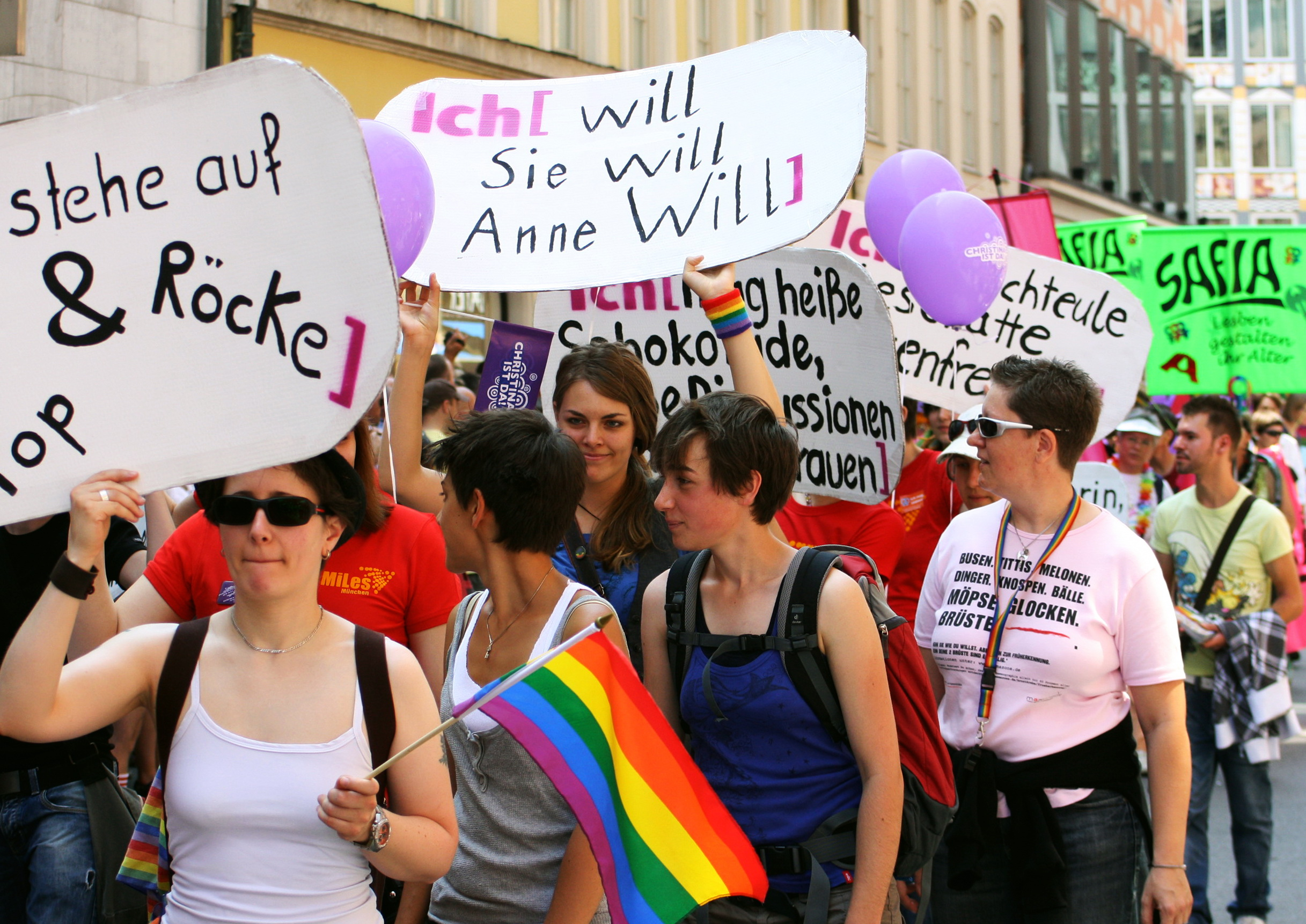
Marcia a Monaco di Baviera, 2011

In quanto firmataria del Trattato di Amsterdam alla Germania è stato richiesto di modificare le sue leggi nazionali anti-discriminazione per includere, tra gli altri, l'orientamento sessuale. Non è riuscita a farlo per sei anni, a causa di discussioni circa la portata delle proposte di legge. Alcune di queste sono state discusse perché effettivamente avevano superato i requisiti del Trattato di Amsterdam (vale a dire l'estensione della protezione dalle discriminazioni per tutti i motivi oltre che per la fornitura di beni e servizi); la versione finale della legge, tuttavia, è stata criticata come non pienamente conforme con alcune parti del trattato, in particolare per quanto riguarda le specifiche circa la risoluzione dei contratti di lavoro attraverso tribunali del lavoro. Il Bundestag, infine, ha approvato la legge sulla parità di trattamento, il 29 giugno 2006. Il Bundesrat (Consiglio federale) ha votato su di esso senza discussione il 7 luglio 2006. Entrata in vigore il 18 agosto 2006, la legge vieta la discriminazione basata sull'orientamento sessuale, l'identità di genere e le caratteristiche sessuali in materia di occupazione e la fornitura di beni e servizi.
I discorsi di odio sulla base dell'orientamento sessuale e l'identità di genere non sono vietati in tutta la Germania. Alcuni Stati hanno leggi che vietano ogni forma di discriminazione nelle loro costituzioni. (Berlino, Brandeburgo, Brema, Saarland e Turingia) In questi stati, sono vietati i discorsi di odio basati sia sull'orientamento sessuale che sull'identità di genere.

## Espressione e identità di genere
Dal 1980 il Gesetz über die Änderung der Vornamen und die Feststellung der Geschlechtszugehörigkeit in besonderen Fällen afferma che le persone transgender possono cambiar legalmente il proprio genere di appartenenza dopo un intervento chirurgico di riassegnazione del sesso e la sterilizzazione. Nel gennaio 2011 la Corte Costituzionale Federale tedesca ha stabilito che questi due requisiti erano incostituzionali.

### Diritti degli intersessuali

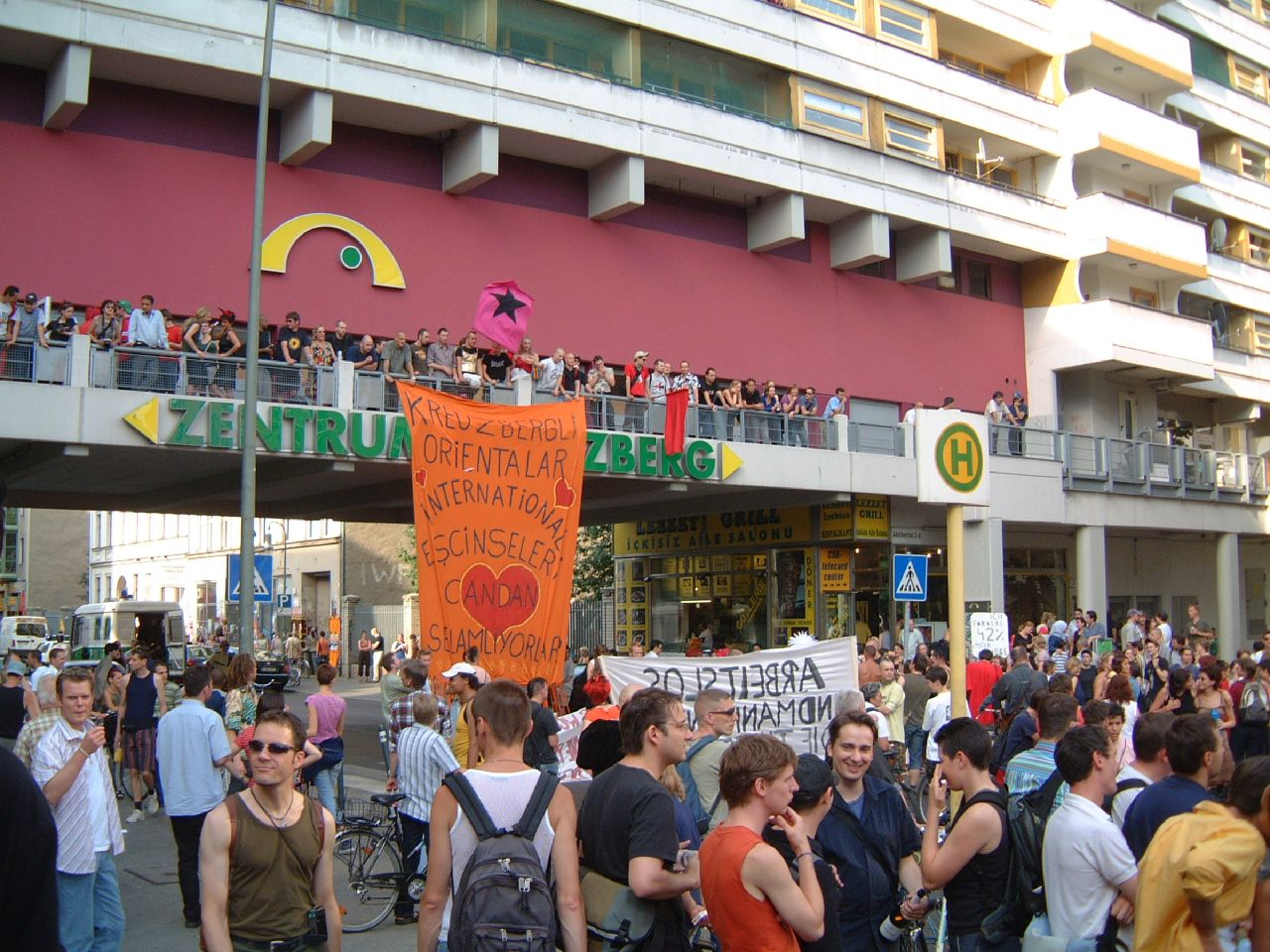
Una parata per l'identità di genere

Dal 2013, la legge tedesca ha permesso ai bambini nati con anatomia sessuale atipica ad avere il proprio genere lasciato vuoto nei documenti, invece di essere classificato obbligatoriamente come maschio o femmina. Il gruppo di attivisti svizzero Zwischengeschlecht criticato questa legge, sostenendo che "se l'anatomia di un bambino è, nel punto di vista dei medici, conforme alla categoria maschile o alla categoria del femminile, non c'è altra scelta che sospendere l'etichettatura di maschio o femmina data a tutti gli altri bambini". Il Consiglio Etico tedesco e la Commissione nazionale hanno anch'essi criticato la legge, dicendo che "invece di individui che decidono per se stessi alla fine, le decisioni in materia di assegnazione del sesso sono fatte durante l'infanzia da parte di medici e genitori".
Nel mese di giugno 2016 l'Alta Corte tedesca ha stabilito che il diritto tedesco non avrebbe permesso l'ingresso di una terza opzione di "inter" o "diversi" nel Registro di nascita. L'Alta Corte ha detto che non ha trovato violazione dei diritti fondamentali del ricorrente in quanto le persone intersessuali sono state in grado dal 2013 di lasciare la voce di genere nei registri tedeschi delle nascite vuota.
Il 1º gennaio 2019 la Germania riconosce ufficialmente il terzo genere per le persone intersessuali (per ottenerlo è richiesto un certificato medico).

### Diritti delle persone non-binarie
Il 1º novembre 2024 entra in vigore la legge tedesca che, approvata nel giugno precedente, riconosce l'autodeterminazione dell'identità di genere, potendo ora scegliere tra maschile, femminile o neutro sui documenti, oppure scegliendo di non specificare il proprio genere.
Qualsiasi persona maggiorenne può avvalersi di tale diritto, dopo un tempo di attesa di tre mesi, così come ciascuna persona di almeno 14 anni può avvalersene se un tutore legale o un giudice è concorde.

## Donazione di sangue
La donazione di midollo osseo è stata consentita dal dicembre 2014.
Nel mese di giugno 2016 il ministro della sanità tedesca ha annunciato che il divieto per uomini gay e bisessuali di donare sangue deve essere depennato, sostituendolo con un periodo di differimento di un anno. La proposta di revocare il divieto è stato sostenuta da Monika Bachmann, ministro della Sanità della Saarland.
Dal 2023 tuttavia tale pratica è lecita e non più oggetto di discriminazione 

## Posizioni dei partiti politici

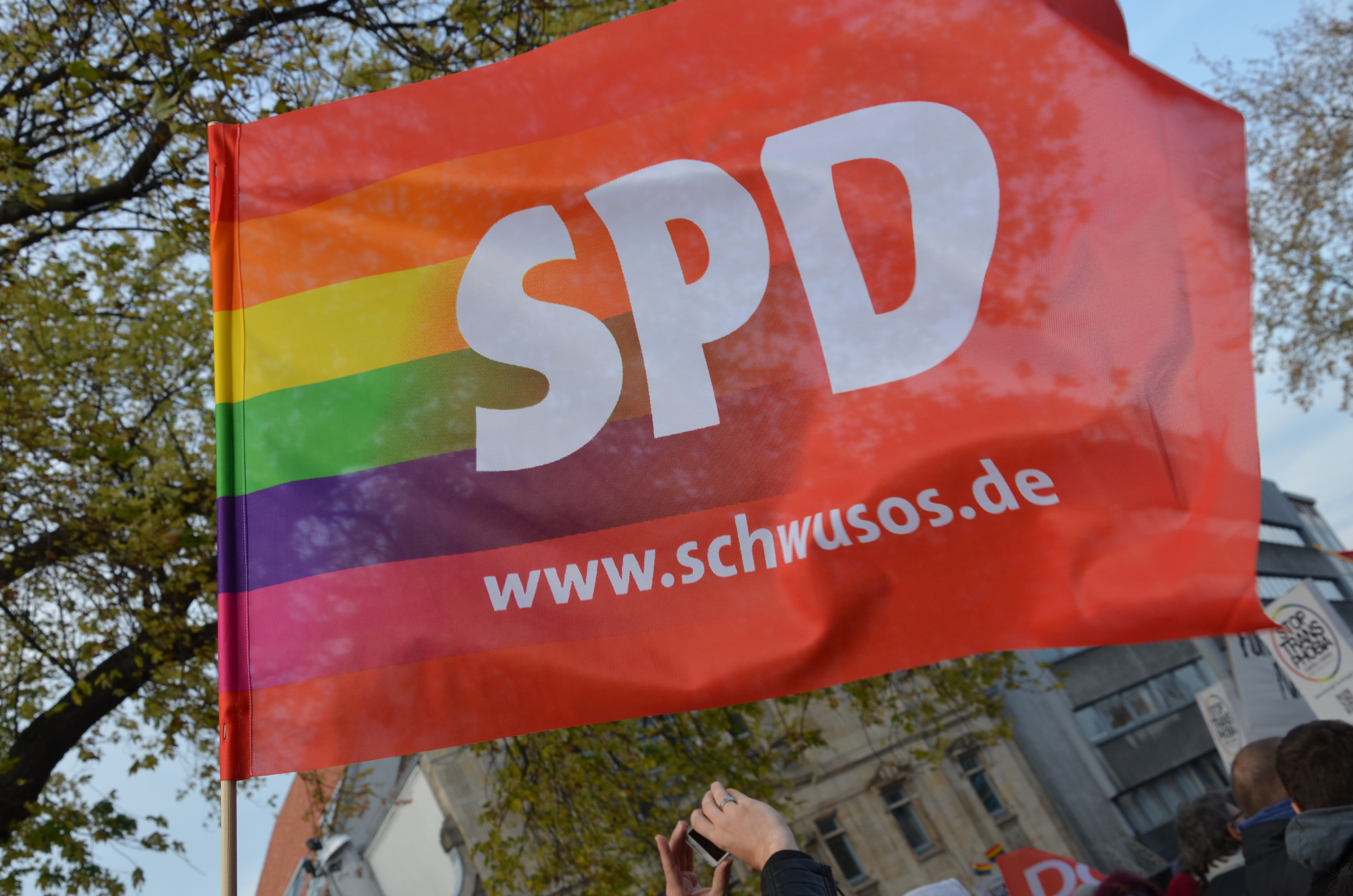
La bandiera dell'SPD unita a quella arcobaleno

I partiti conservatori Unione Cristiano-Democratica di Germania e Unione Cristiano-Sociale in Baviera (CDU/CSU) si oppongono ad ogni tipo di discriminazione nei confronti dei membri della LGBT, rimanendo al contempo, in linea con la loro idea di società e famiglia, parzialmente contrari al Matrimonio omosessuale (ma non alle Unioni civili) Tutti gli altri maggiori partiti, il Partito Socialdemocratico di Germania (SPD), La Sinistra, l'Alleanza 90/I Verdi e il Partito Liberale Democratico (FDP) supportano anche il matrimonio omosessuale, in linea di una concezione più progressista della società.
Tuttavia, la CDU/CSU è stato il partito della coalizione al governo dal 2005. Durante il Governo Merkel II (2009-2013) si formò una coalizione con l'FDP. Nel Governo Merkel I (2005-2009) e nel Governo Merkel III (2013-2018), hanno formato una coalizione con l'SPD. Durante questi governi, la CDU/CSU ha bloccato i progressi proposti dalle altre parti fino al 2017.

### Politici apertamente gay e lesbiche

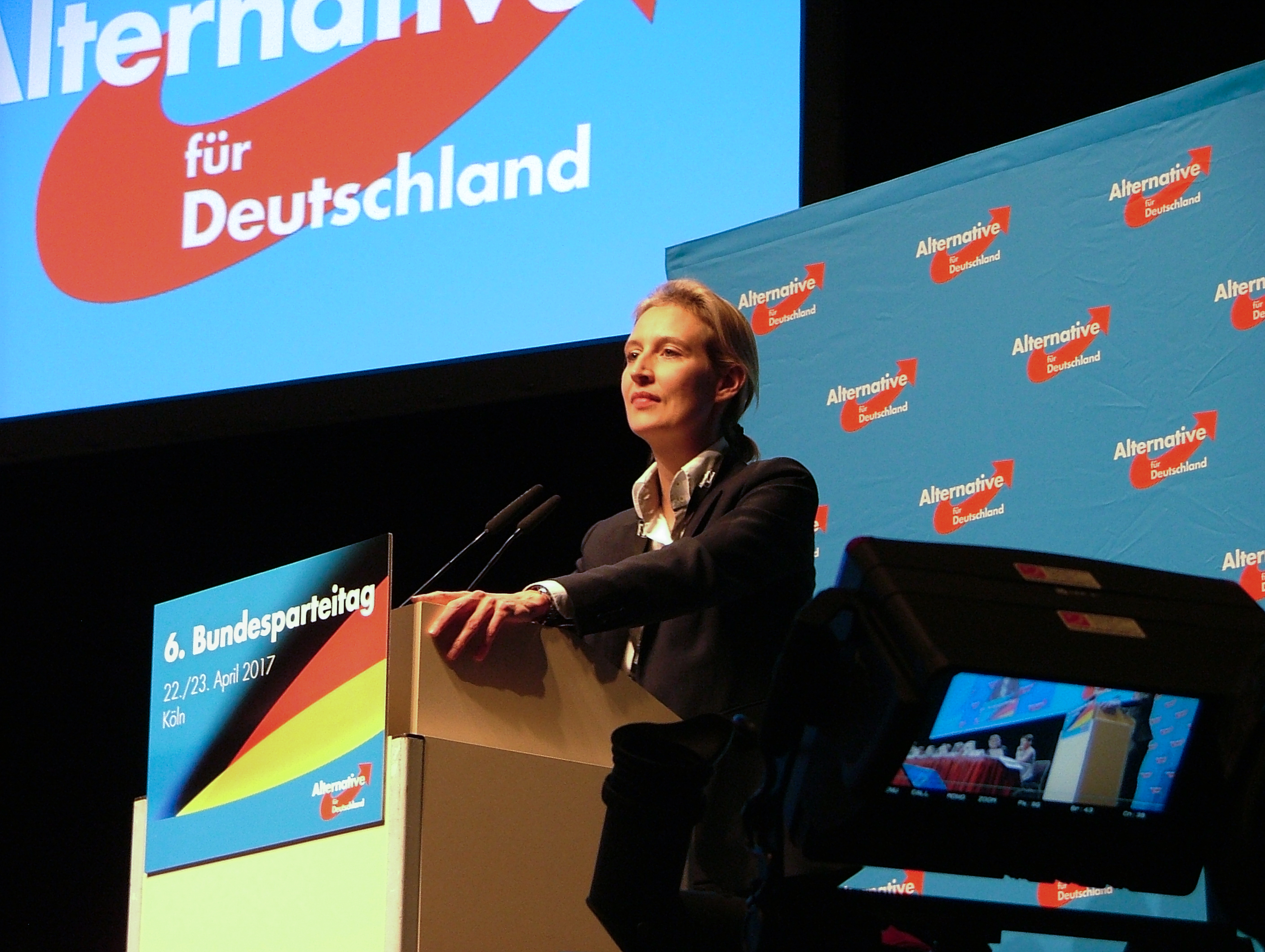
Alice Weidel leader dell AfD, dichiaratamente lesbica

Ci sono diversi politici tedeschi di primo piano che sono apertamente gay. Tra loro ci sono l'ex sindaco di Berlino Klaus Wowereit (proveniente dal partito socialdemocratico, dopo essersi dichiarato con le famose parole "Ich bin schwul - und das ist auch gut so!" ["Sono gay - e questa è una buona cosa!"]), Volker Beck, Kai Gehring, Ulle Schauws, Gerhard Schick, Anja Hajduk (del partito dei Verdi), Harald Petzold (della sinistra), Johannes Kahrs (dal partito socialdemocratico), Jens Spahn e Stefan Kaufmann (dall'Unione Cristiano-Democratica), Bernd Fabritius (dall'Unione cristiano-sociale), Michael Kauch e Guido Westerwelle, ex ministro degli Esteri federale ed ex capo del Partito democratico liberale.
Inoltre, l'ex sindaco di Amburgo Ole von Beust (Unione Cristiano Democratica) non ha negato nulla quando suo padre lo ha sottoposto a outing ma l'ha considerata una questione privata. Dopo aver lasciato l'ufficio ha iniziato a parlare della sua omosessualità. Nel luglio 2007 Karin Wolff, allora Ministro della Pubblica Istruzione per l'Assia, ha fatto coming out come lesbica. Nel dicembre del 2013 Barbara Hendricks (politica) (SPD), il Ministro federale dell'ambiente nel terzo gabinetto Merkel, è uscita fuori come lesbica. Nel 2012 Michael Ebling (SPD) è diventato il sindaco di Magonza. Nel 2013 e nel 2015 Sven Gerich e Thomas Kufen divennero i sindaci apertamente gay rispettivamente di Wiesbaden ed Essen.

## Opinione pubblica

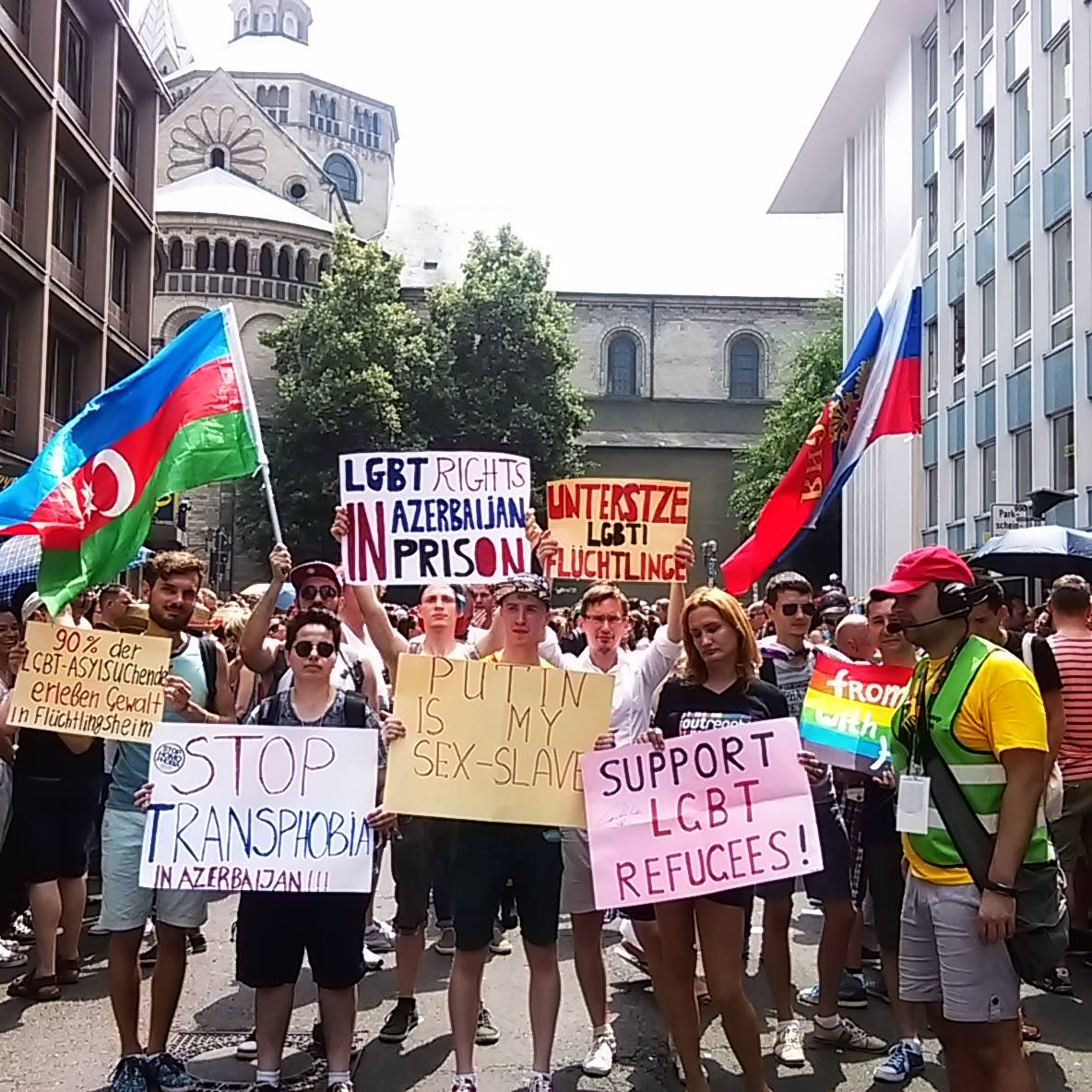
Manifestazione a favore dei diritti LGBT in Germania

Un sondaggio 2013 per il Pew Research Center ha indicato che 87% dei tedeschi pensano che l'omosessualità dovrebbe essere accettata dalla società, la seconda percentuale più alta al mondo (39 paesi sono stati valutati) dopo la Spagna (88%).
Nel maggio 2015 PlanetRomeo, un social network LGBT, ha pubblicato il suo primo Gay Happiness Index (GHI). Ai gay provenienti da oltre 120 paesi è stato chiesto come si sentono nella società per la loro omosessualità, come vivono il modo in cui vengono trattati dalle altre persone e quanto sono soddisfatti con la loro vita. La Germania si è classificata al 14º posto con un punteggio di GHI di 68.
Nel 2015 l'Eurobarometro ha rilevato che il 66% dei tedeschi ritiene che il matrimonio tra persone dello stesso sesso dovrebbe essere consentito in tutta Europa, il 29% era contrario.
Nel 2015 un sondaggio dell'Istituto Berteslmann rivela che il 60% dei musulmani residenti in Germania si dichiara favorevole al matrimonio egualitario.
Nel 2017 un sondaggio ha rilevato che il 75% dei tedeschi sostiene il matrimonio omosessuale mentre il 20% si è detto contrario. Nello stesso anno un altro sondaggio ha constatato che l'83% dei tedeschi si dichiara a favore del matrimonio egualitario e il 95% pensa sia un bene proteggere gay e lesbiche dalle discriminazioni.

## Tabella riassuntiva
| Legalità dell'attività sessuale tra persone dello stesso sesso                                                         | (maschile, dal 1968 in Germania Est, dal 1969 in Germania Ovest) |
| Eguale età del consenso                                                                                                | (dal 1994) |
| Legislazione anti discriminazione sul posto di lavoro                                                                  | (dal 2006) |
| Legislazione anti-discriminatoria nella fornitura di beni e servizi                                                    | (dal 2006) |
| Legislazione anti-discriminatoria in tutti gli altri settori (inclusa la discriminazione indiretta e i crimini d'odio) | / (non a livello nazionale) |
| Matrimonio tra persone dello stesso sesso                                                                              | (dal 2017) |
| Riconoscimento delle coppie dello stesso sesso (ad esempio unione civile solidale)                                     | (dal 2001) |
| Adozione del figlio del partner da parte di coppie dello stesso sesso                                                  | (dal 2005; adozione del figlio del partner già adottato dal 2013) |
| Adozione da parte di coppie dello stesso sesso                                                                         | (dal 2017) |
| Genitorialità automatica per entrambi i coniugi dopo la nascita                                                        | No |
| Permesso di servire apertamente nelle forze armate come gay o lesbiche                                                 | (dal 2000) |
| Permesso di servire apertamente nelle forze armate come transgender o intersessuali                                    | (dal 2021) |
| Diritto di cambiare genere di appartenenza legalmente                                                                  | (dal 1981; senza sterilizzazione a partire dal 2011) |
| Dicitura di "Terzo genere" sui certificati di nascita                                                                  | (dal 2013. Primo Paese europeo, la Germania permette ai bambini intersessuali di essere registrati senza un marcatore di genere ((M o F)) alla nascita) |
| Terapie di conversione sui minori vietate                                                                              | (dal 2020) |
| Accesso alla fecondazione in vitro per le lesbiche                                                                     | (Non è giuridicamente vincolante, ma i medici e le banche dello sperma possono attivarsi anche con le coppie lesbiche, se lo desiderano) |
| Maternità surrogata commerciale per le coppie gay                                                                      | (La maternità surrogata commerciale è illegale per tutte le coppie indipendentemente dall'orientamento sessuale; tuttavia, la giurisprudenza consente una decisione giudiziaria straniera che stabilisce la paternità legale del padre genetico e del proprio compagno di vita di essere riconosciuto, a determinate condizioni, in caso di maternità surrogata eseguita all'estero) |
| Permesso di donare il sangue da parte di uomini che hanno rapporti sessuali con altri uomini                           | (dal 2023, dal 2017 era permesso solo dopo 12 mesi dall'ultimo rapporto sessuale) |